# 中沢結
中沢 結（なかざわ ゆい、1995年7月11日 - ）は、長野県出身の元子役、ファッションモデル。incubation所属。

## 来歴
小学4年の時と6年の時に小学館の学年別学習雑誌で読者モデルとして活躍。『小学四年生』では特別賞を受賞。グランプリは中村瑠璃奈が受賞した。2年後、『小学六年生』では大森なるみと共にグランプリを受賞した。中村は準グランプリだった。

## 人物
- 趣味はイラストを書くこととオシャレ。
- 特技は日舞とスノーボード。

## 出演
- クイズプレゼンバラエティー Qさま!!

### 雑誌
- 小学四年生 (小学館)読者モデル
- pure2モデル
- 小学六年生(小学館）読者モデル